# Sulat
Sulat ist eine philippinische Stadtgemeinde in der Provinz Eastern Samar. Sie hat 15.377 Einwohner (Zensus 1. August 2015).

## Baranggays
Sulat ist administrativ in 18 Baranggays unterteilt.
| - A-et - Baybay (Pob.) - Kandalakit - Del Remedio - Loyola Heights (Pob.) - Mabini - Maglipay (Pob.) - Maramara (Pob.) - Riverside (Pob.) | - San Francisco - San Isidro - San Juan - San Mateo - San Vicente - Santo Niño - Santo Tomas - Tabi (Pob.) - Abucay (Pob.) |